# Hypolobocera
Hypolobocera es un género de cangrejos de agua dulce, que incluye especies nativas de Colombia, Panamá, Venezuela, Ecuador y Perú.

## Especies
- Hypolobocera aequatorialis
- Hypolobocera alata
- Hypolobocera andagoensis
- Hypolobocera bouvieri
- Hypolobocera brevipenis
- Hypolobocera conradi
- Hypolobocera chilensis
- Hypolobocera chocoensis
- Hypolobocera dantae
- Hypolobocera dentata
- Hypolobocera emberarum
- Hypolobocera exuca
- Hypolobocera gracilignata
- Hypolobocera gorgonensis
- Hypolobocera muisnae
- Hypolobocera orientalis
- Hypolobocera quevedensis
- Hypolobocera rotundilobata
- Hypolobocera solimani
- Hypolobocera triangula
- Hypolobocera ucayalensis